# Лизиноаланин
Лизиноаланин — бифункциональная аминокислота, представляющая собой гибрид лизина с аланином. Образуется при щелочном гидролизе белков, богатых лизином.
В пептидных последовательностях обозначается Lal.

## Токсичность
Лизиноаланин — потенциально опасный пищевой фактор, поражающий почки. У крыс, которым в корм добавляли лизиноаланин, возникала диарея, а также развивалась нефроцитомегалия.
Лизиноаланин имеет структуру, которая имеет сильные металл-хелатирующие способности, что предполагает универсальную токсичность для всех видов животных. Однако токсичность лизиноаланина зависит от вида животного, например, он токсичен для грызунов, но не
японской перепёлки. Однако, независимо от того токсичен ли лизиноаланин, его воздействие на человека остаётся под вопросом.
Скорость распада лизиноаланина в почках различных животных (в грамме влажной ткани):
| Животное           | Скорость распада лизиноаланина, нмоль/ч |
| ------------------ | --------------------------------------- |
| человек            | 70                                      |
| свинья             | 100                                     |
| корова             | 110                                     |
| крыса              | 185                                     |
| мышь               | 145                                     |
| кролик             | 264                                     |
| курица             | 163                                     |
| японская перепёлка | 1551                                    |

## Содержание в продуктах питания
Особенно много лизиноаланина в молоке и молочных продуктах. При стерилизации молока в автоклавах возможно взаимодействие лизина с аланином, с образованием лизиноаланина, который плохо переваривается в организме человека и, возможно, обладает токсичными свойствами.
Содержание лизиноаланина в молочных продуктах (на килограмм белка):
- сырое молоко: от 4 до 24 мг;
- пастеризованное молоко: от 17 до 69 мг;
- стерилизованное молоко: от 186 до 653 мг.